# Stiphropus falciformus
Stiphropus falciformus es una especie de araña del género Stiphropus, familia Thomisidae.

## Distribución
Se distribuye por China.

## Taxonomía
Fue descrita por Yang, Zhu & Song en 2006.
Tratamiento taxonómico
La especie aparece registrada y publicada en A newly recorded genus from China and two new species of the family Thomisidae. Acta Arachnologica Sinica 15(2): 65–69.